# ひてん
ひてん（第13号科学衛星 MUSES-A）は、宇宙科学研究所が、1990年1月24日に鹿児島県内之浦宇宙空間観測所よりM-3SIIロケット5号機で打上げた工学実験衛星である。孫衛星「はごろも」を装着しており、後に分離している。開発・製造は日本電気が担当した。

## 概要
少し先を見据えた工学ミッション実験機であるMUSESシリーズは計画段階において3種類の候補が検討されていたが、当時はGEOTAILのミッションが控えていることが重視され、スイングバイ実験機として月や惑星探査などに必要な軌道制御技術を習得するために使用されることが決定した。他の2つの候補はランデブードッキング実験機と電気推進実験機であったが、後者は後にMUSES-Cで採用されることとなる。
「ひてん」が行った月スイングバイは単純なスイングバイではなく、「近地点から月を経由し月の外へ向かうスイングバイで遠地点高度と遠地点方向を制御し、遠地点から月を経由して地球に帰るスイングバイで、次回月スイングバイの決め手となる近地点高度と方向を制御する事を繰返す」という、遠地点 - 近地点の往復間で月スイングバイを経由して軌道を変えていく「2重月スイングバイ」であった。このスイングバイは非常に高度な技術であり、今のところ、日本の探査機でしか行われていない（「ひてん」・「GEOTAIL」・「のぞみ」で行われている）。また、地球の大気を利用して近地点での減速を行うエアロブレーキング実験にも使用された（コントロールされたエアロブレーキングは「ひてん」で初めて実現した技術である）。その他、宇宙塵観測機器や、天体を観測して自機姿勢や軌道情報を知るための光学航法センサ実験装置なども備えている他、新しいデータ送信や処理実験も行われた。

## 活動内容

### 軌道制御実験
打上げ後、1990年3月19日に月を利用した最初のスイングバイを行い、孫衛星「はごろも」を分離した。後述のように月周回軌道へ投入されたと推定されている。その後1991年10月にかけて、加減速を伴うスイングバイを合計10回行っている。5回目のスイングバイでは後のGEOTAILと同様の高度135万 km に一時停留する軌道へ試験的に投入された。
1991年3月には、世界初の試みとして地球大気を使って減速し軌道を変更するエアロブレーキ実験を2回行った。さらに追加ミッションとして、非常に少ない燃料で月周回軌道に到達できる航路を実証するため、9回目のスイングバイで一度地球から153万 kmまで離れ、地球引力圏の境界付近に到達した。そこで太陽からの引力を利用して近地点高度を上昇させ、10回目のスイングバイで月公転軌道に近い軌道に乗った。この後ひてんは1992年2月15日に11回目の月接近で月周回軌道へ入った後、1993年4月10日に月のステヴィヌス・クレーターとフレネリウス・クレーターの間に衝突させ、計画は終了した。
ひてんの運用によって得られた技術は、この後打上げられた磁気圏観測衛星GEOTAIL、火星探査機のぞみ、工学実験探査機はやぶさ等の運用に活かされている。

### 宇宙塵観測
MUSESシリーズは基本的に工学実験機であるが、科学衛星として宇宙探査にも活用されている。ひてんはミュンヘン工科大学との共同ミッションである宇宙塵カウンタが搭載された言わば惑星間空間探査機でもあり、地球-月間とその周辺の宇宙空間を多様な軌道で航行しながら宇宙塵分布を観測した。
ひてんの宇宙塵カウンタはミュンヘンの名を取った "Munich Dust Counter" と呼ばれるもので、MDCと略される。なお火星探査機のぞみのダスト計測器もMDCであるが、こちらは "Mars Dust Counter" の略である。追加ミッションでは月公転軌道において月と地球とのラグランジュ点 L4 、L5 の周囲を通過したため、トロヤ衛星に相当する星間塵発見が期待されたが、有意なダスト増加は特に見られなかった。ひてんでの調査は回数が少ないため最終的な結論ではないとされたが、元々コーディレフスキー雲のような例を見ても観測成功例が少なく、その存在が疑われている。

### 月探査
ひてん・はごろもは米ソ以外の宇宙機としては初の月周回機であり、月探査機と見なされる場合がある。ひてんは月スイングバイや月周回軌道投入の「月ミッション」をこなしながら月周辺の宇宙塵を観測した他、科学的意義のある解像度ではなかったものの、光学航法センサを用いて月面の写真も得られた。最後の月面落下も意図的に地球から見える場所で行われ、衝突の様子が地球上から「観測」された。しかし、ひてんでは月の探査らしい探査をほとんど行っていないため、後年のかぐやは「日本初の本格的月探査機」ないしは「日本初の大型月探査機」などとして報道された。

## はごろも
はごろもはひてん上部に結合された子機であり、40 cm×36.5 cmの26面体構造をした月周回実験機である。特に観測機器は搭載せず、軌道投入用キックモーターと、軌道投入確認手段として通信機（ビーコン）を搭載していた。しかしひてん打上げ後、分離前の1990年2月21日には通信系不具合が確認され、ビーコンによる軌道投入確認ができないことが早々に判明していた。それまでの数度に渡る確認では正常であったため、電源系を子機内蔵のものへ切替えた際の瞬間的な負荷により故障したものと考えられている。軌道投入の確認をどう行うかが課題となったが、子機軌道投入実験は実行された。
ひてん最初の月接近の直前、3月19日4時37分3秒に地上からのコマンドでひてんより分離された。その後、タイマーによって同日5時4分3秒にキックモーターが自動点火された。装置の故障で軌道投入の確認ができなかったが、周回軌道にのる時のロケットの光を国立天文台木曽観測所が捉えたことで、成功したと推定されている。「飛天」の初孫という見立てにより、「はごろも」と名付けられた。

## 名称
計画初期には工学実験衛星シリーズの名称としてSTAR (Space Technology and Astronautics Research)という仮のシリーズ名も用いられ、初号機の仮称はSTAR-Aであったが、最終的には野村民也所長（当時）の提案でMUSES（Mu Space Engineering Satellite　ミュー・ロケットで打ち上げる工学実験機）というシリーズ名に決まった。シリーズ初号機であるMUSES-Aには、音楽の神でもあるMUSESに近い東洋の概念として「ひてん（飛天）」の愛称が与えられた。なお、「ひてん」は"Celestial Maiden"と言う公式英名が命名されている。また、海外の宇宙関係のwebサイトなどでは、孫衛星の「はごろも」は"Maiden's robe","Angel's robe"などと紹介されている。
なお「STAR計画」の名は、その後JAXAでアジア太平洋地域のための衛星技術計画（Satellite Technology for the Asia-Pacific Region (STAR) Program）として用いられている。